# 富岡城

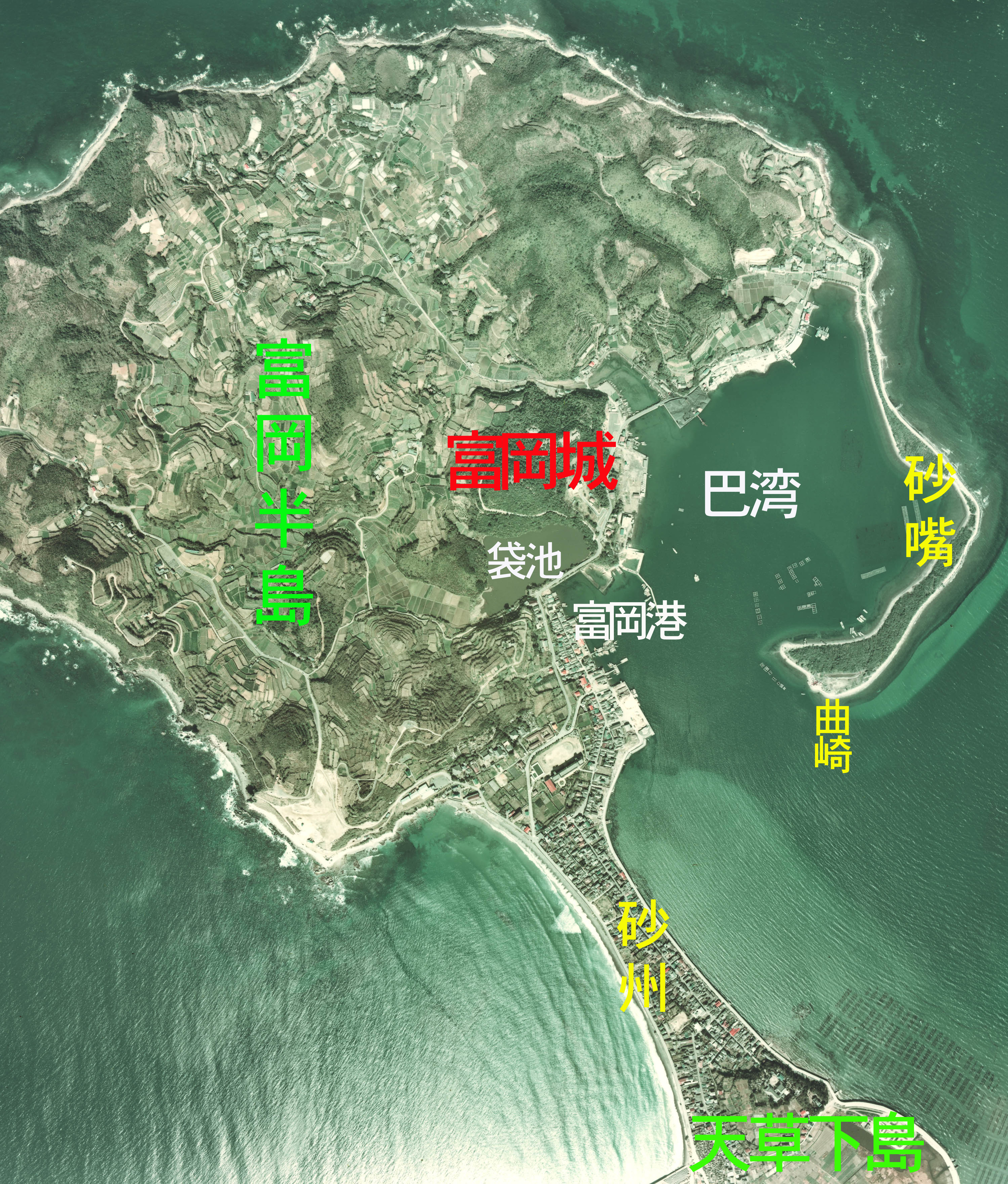
富岡城周辺の航空写真
（1974年撮影・）

富岡城（とみおかじょう）は、熊本県天草郡苓北町富岡（肥後国天草郡）にあった日本の城。本丸跡に熊本県富岡ビジターセンターが整備され、櫓・高麗門なども復元整備されている。

## 概要
富岡城は天草下島の北西、砂州で繋がった陸繋島の富岡半島の南東部の丘陵上にある梯郭式の平山城である。城の南には堀の役割を果たした袋池があり、東部には砂嘴に囲まれた巴湾が天然の土塁となって海からの外敵を防衛する役割を果たしていた。また、陸からの攻撃は砂州のみしかない。極めて攻撃し難い天然の要害を形成していた。
1994年（平成6年）より城の発掘・復元が計画され、国立国会図書館にある『肥前甘艸富岡城図』をもとに丘陵上の本丸に復元作業が行われた。2005年（平成17年）3月復元作業が終了し石垣や櫓が復元された。本丸の櫓は展示施設「富岡ビジターセンター」となり、天草の歴史・文化・自然などが紹介されている。

## 沿革
慶長5年（1600年）天草郡を含む肥後南部を領していた小西行長は、関ヶ原の戦いにおいて西軍方に参陣し敗れた。このため所領は没収され、翌年の慶長6年（1601年）東軍に参陣し功績のあった唐津城主・寺沢広高は天草郡4万2千石を与えられた。広高は肥前唐津から離れたこの地を治めるために、慶長7年（1602年）から慶長10年（1605年）にかけて富岡城を築き城代を置いた。
寛永14年10月28日（新暦1637年12月14日）、藩による重税とキリシタン迫害に堪りかねていた天草の領民は、数日前に代官を殺害した島原の領民に呼応、ともに天草四郎を盟主として蜂起し、島原・天草一揆が始まった。富岡城代の三宅籐兵衛は1,500人の唐津藩兵を率いて、本渡に出向き一揆軍との戦闘が繰り広げられた。しかし数に勝る一揆軍により11月14日（新暦12月30日）に三宅籐兵衛は討ち死にした。11月19日（新暦1638年1月4日）、一揆軍は富岡に迫り城下町と城を攻撃した。戦死した城代に代わり原田伊予が指揮を執り、猛攻によく耐え11月25日（新暦1638年1月10日）には一揆軍を撤退させた。一揆軍は海を渡り原城に立て籠もる島原の一揆軍と合流し、天草での戦闘は終了した。寛永15年2月28日（新暦1638年4月12日）、原城に立て籠もった一揆は鎮圧された。しかし、一揆の勃発を許した堅高（唐津藩2代藩主）は天草郡を没収された。なお、堅高は正保4年（1647年）に自害し寺沢氏は無嗣断絶となっている。
この年、天草郡4万2千石は山崎家治に与えられ、備中国成羽城より入城し富岡藩が成立した。家治は入封すると早速、城の改修に着手した。百間塘と呼ばれる土手道を整備し、袋池を構えて内堀の代わりとした。また、大手門を造営した。寛永18年（1641年）城の改修が終了したが、この年に家治は讃岐国丸亀城に転出となった。
寛永18年以後は寛文4年（1664年）まで天領となった。初代代官として鈴木重成が承応2年（1653年）まで務めた。重成は天草郡の石高4万2千石は過分であり半減すべきであると訴え江戸で切腹した。重成の後は子の重祐が継いだが13歳と年少であった為、明暦元年（1655年）甥の重辰が天領代官を継ぎ寛文4年まで務めた。
寛文4年、三河国田原城より戸田忠昌が2万1千石で入城し再び富岡藩が立藩した。忠昌は城の維持管理が領民への負担を強いていることに疑問を感じていた。このため寛文10年（1670年）忠昌は遂に三の丸に藩庁を残し、本丸・二の丸を破却し廃城とした。これは「戸田の破城」と呼ばれ、良策として後世に評価された。廃城となった後は三の丸が陣屋（富岡陣屋）として残った。
破城の翌年の寛文11年（1671年）忠昌は「天草は永久に天領であるべき地」と主張し認められた。忠昌は奏者番兼寺社奉行となった当日に関東へ転封となり、以後、富岡城三の丸は明治維新まで天領代官所（天草代官所）として機能した。
明治元年（1868年）には天草県となり、代官所は県庁となったが間もなく長崎府に編入され、廃藩置県の時の明治4年（1871年）には八代県に編入、さらに白川県、熊本県に編入された。遺構として鈴木家の墓所がある端林寺には代官所正門が移築現存している。

## 施設
- 本丸跡に、高麗門、櫓が整備され、櫓の一つは富岡ビジターセンターとして整備されている[1]。
- 二の丸跡に、櫓として苓北町歴史資料館が整備され、天草回天之碑が2基整備建立され、1基には天草の再興に尽力した鈴木重成と補佐をした実兄・正三和尚の銅像、もう1基には明治維新で活躍した勝海舟、江戸後期の儒学者・頼山陽の銅像がある[2]。
- 二の丸から巴湾方面へ下った場所に稲荷社が鎮座する。
- 二の丸駐車場下にアダム荒川の殉教公園が整備され、慰霊碑など3基が建立されている[2]。

富岡城
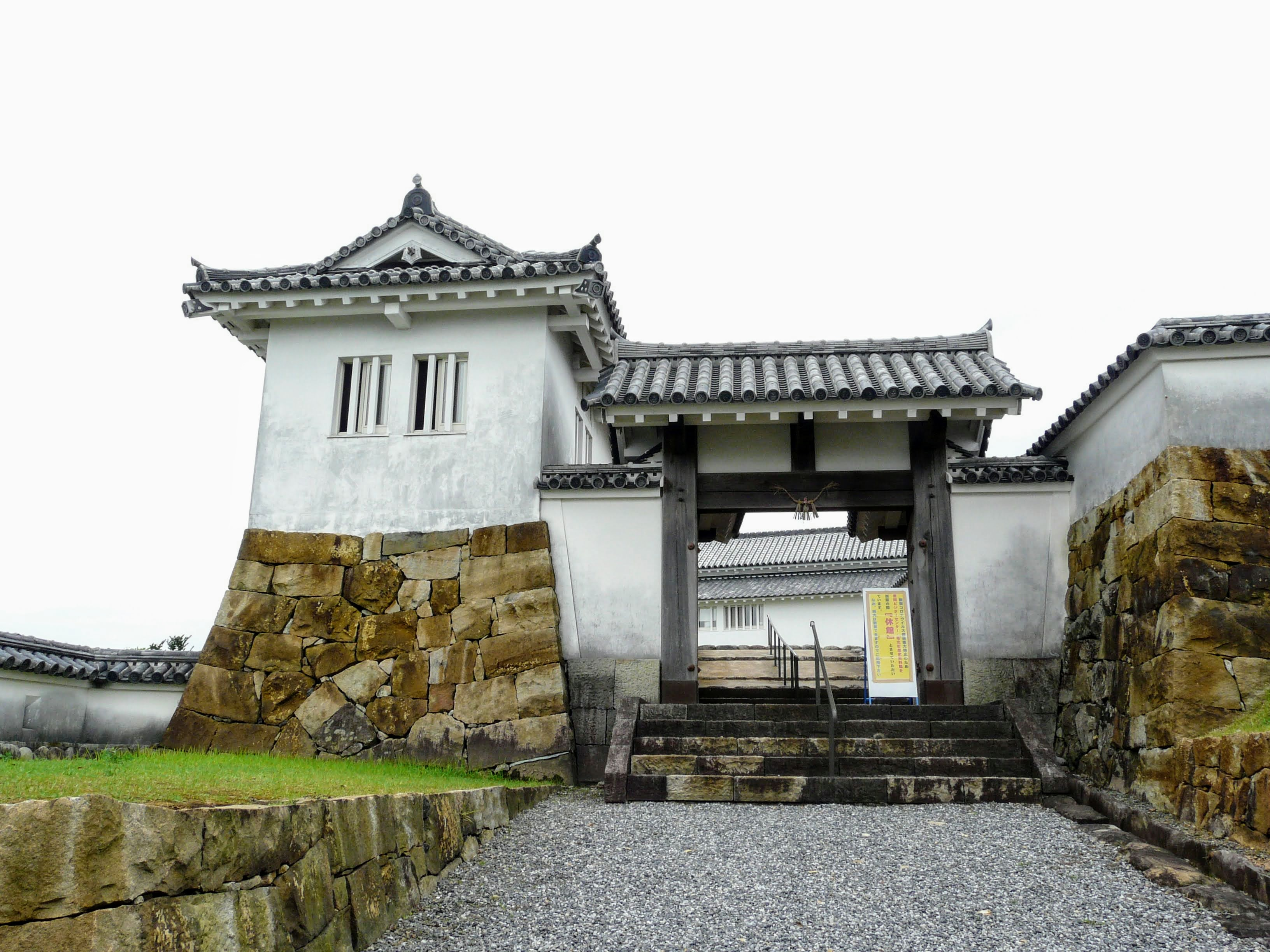
復元された高麗門。門から奥に見えるのは復元櫓。
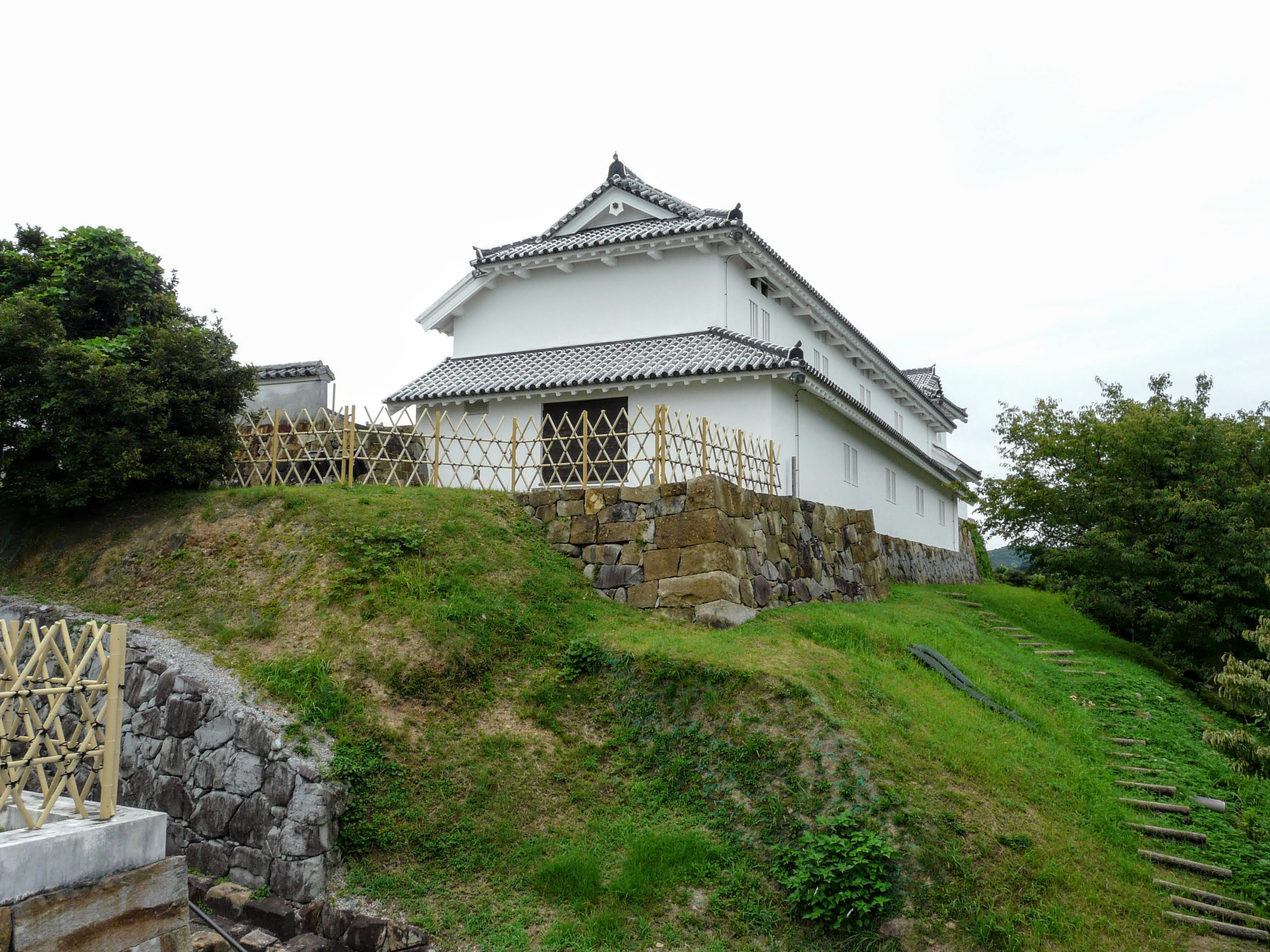
本丸跡に復元された櫓。現・富岡ビジターセンター。
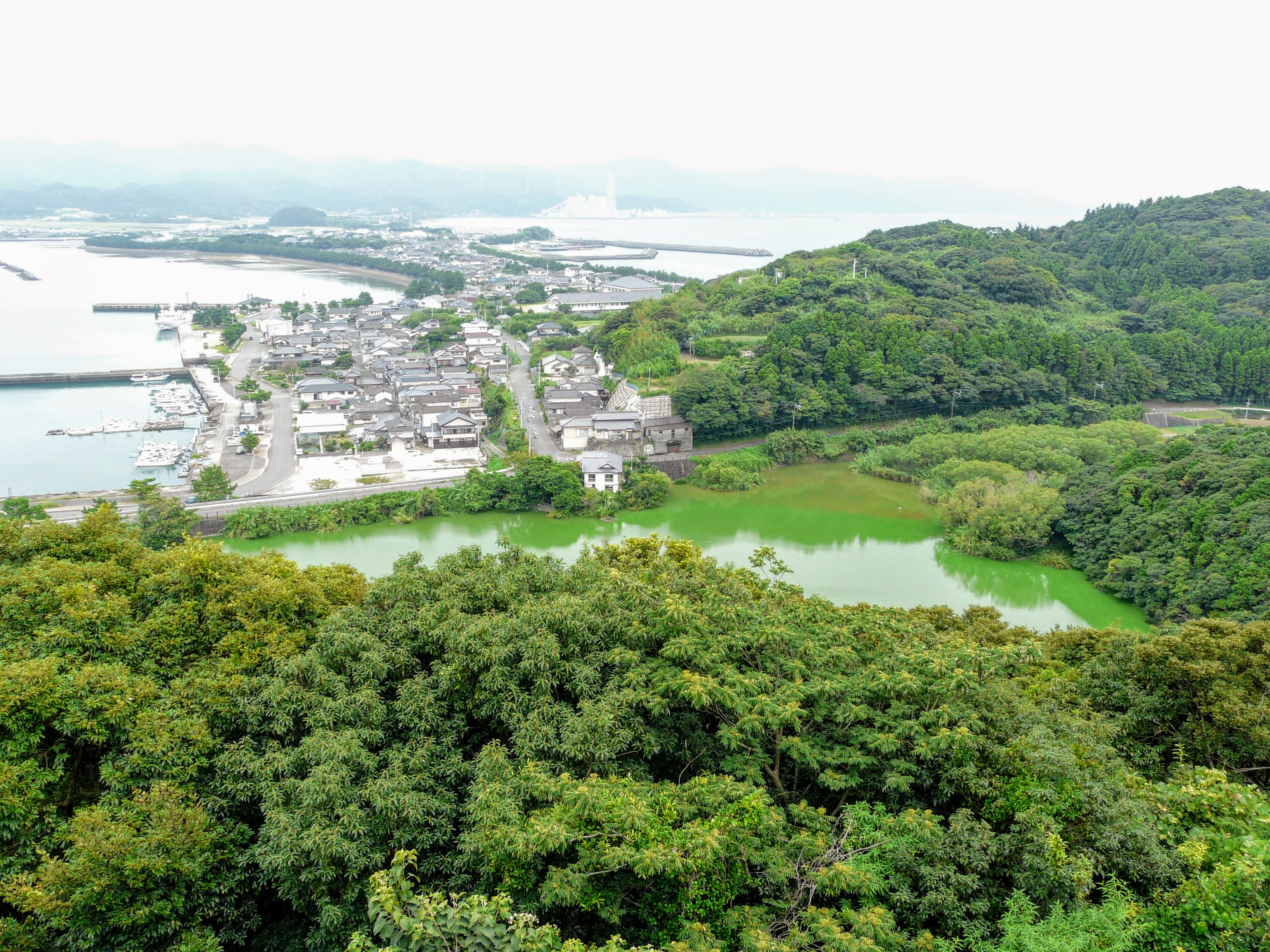
復元された櫓からの光景。麓に袋池、後方に富岡港、苓北町富岡の町並が見える
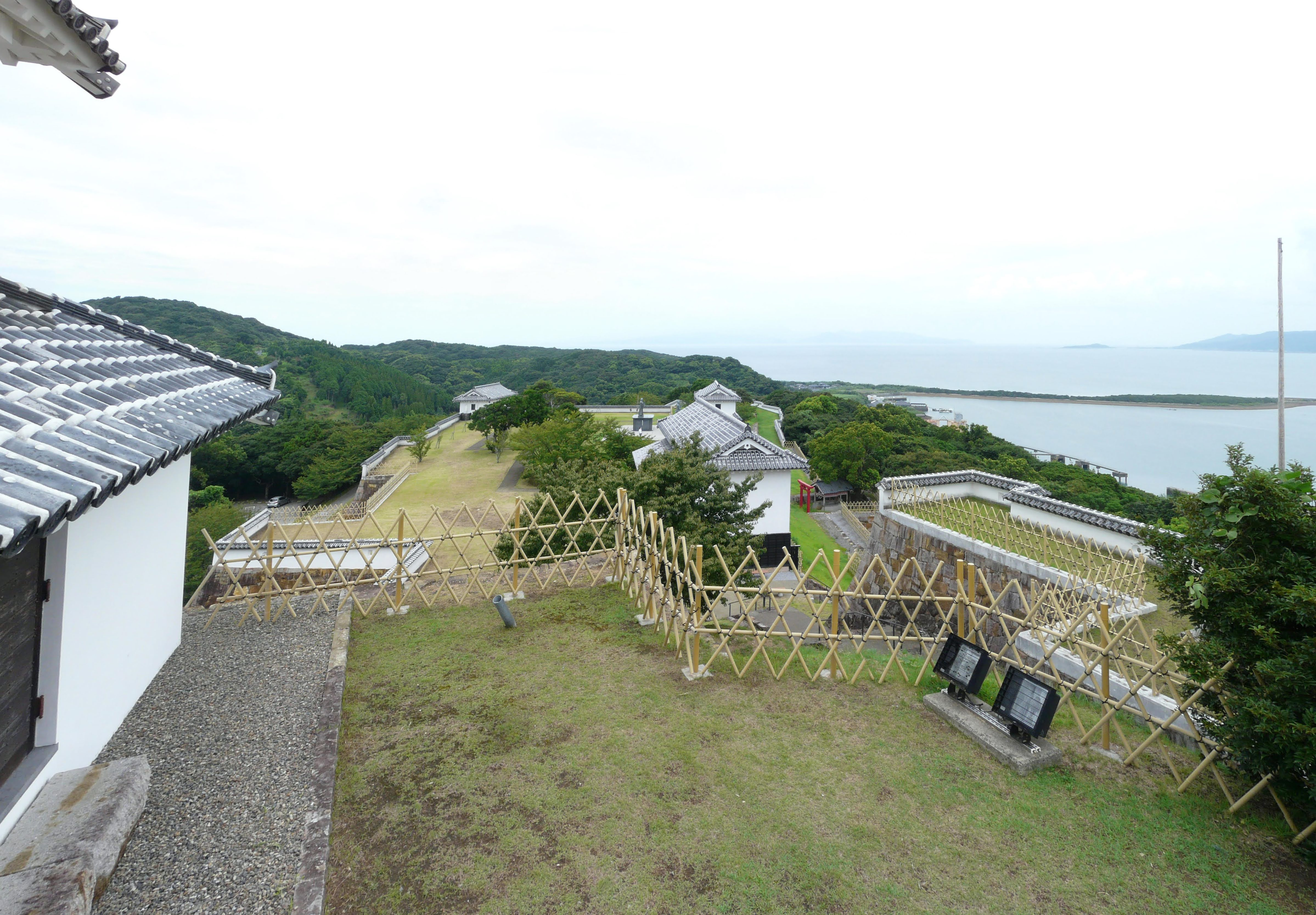
本丸跡の富岡ビジターセンター横から見た二の丸方面
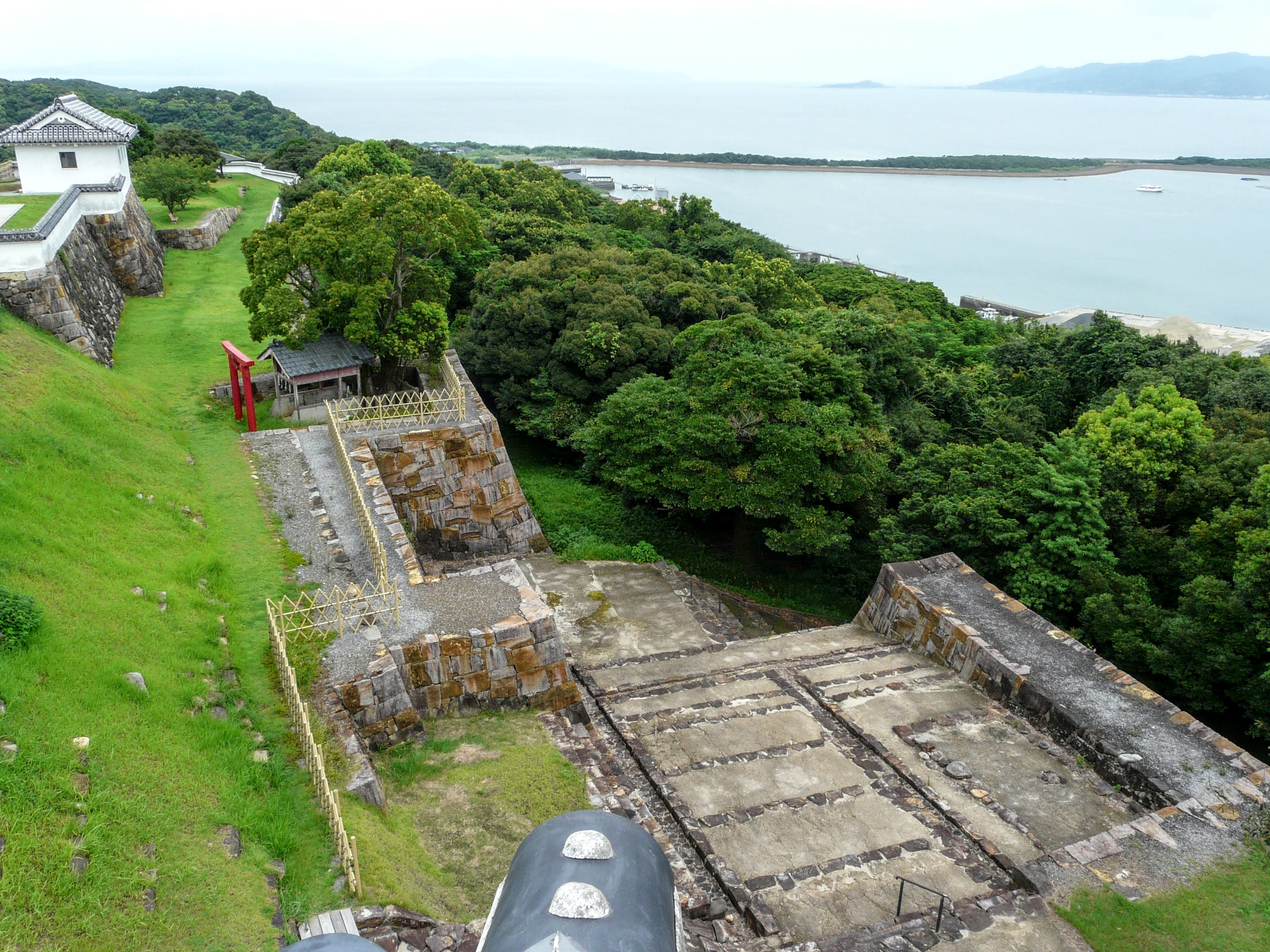
本丸跡からの光景
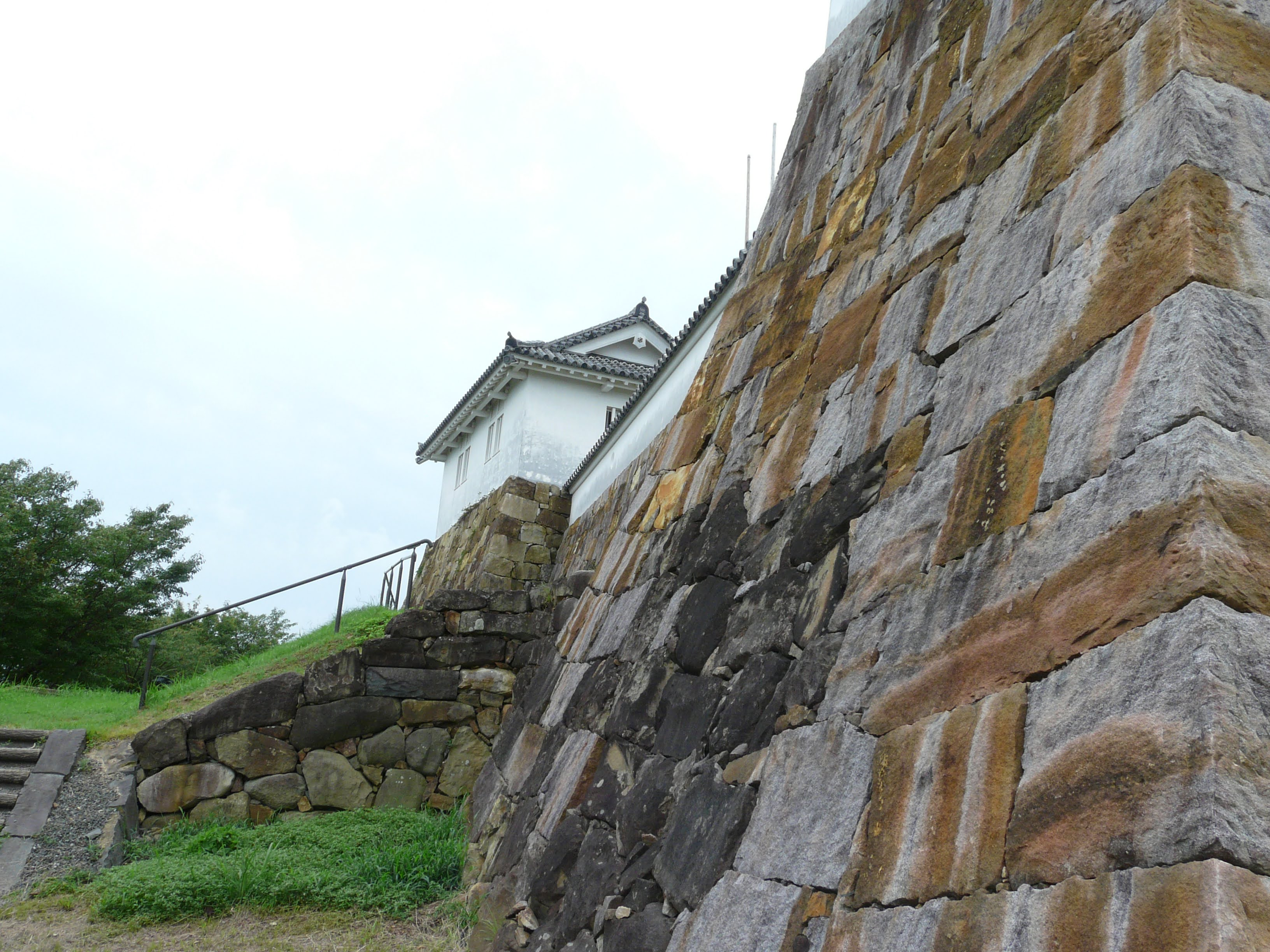
本丸周辺の石垣
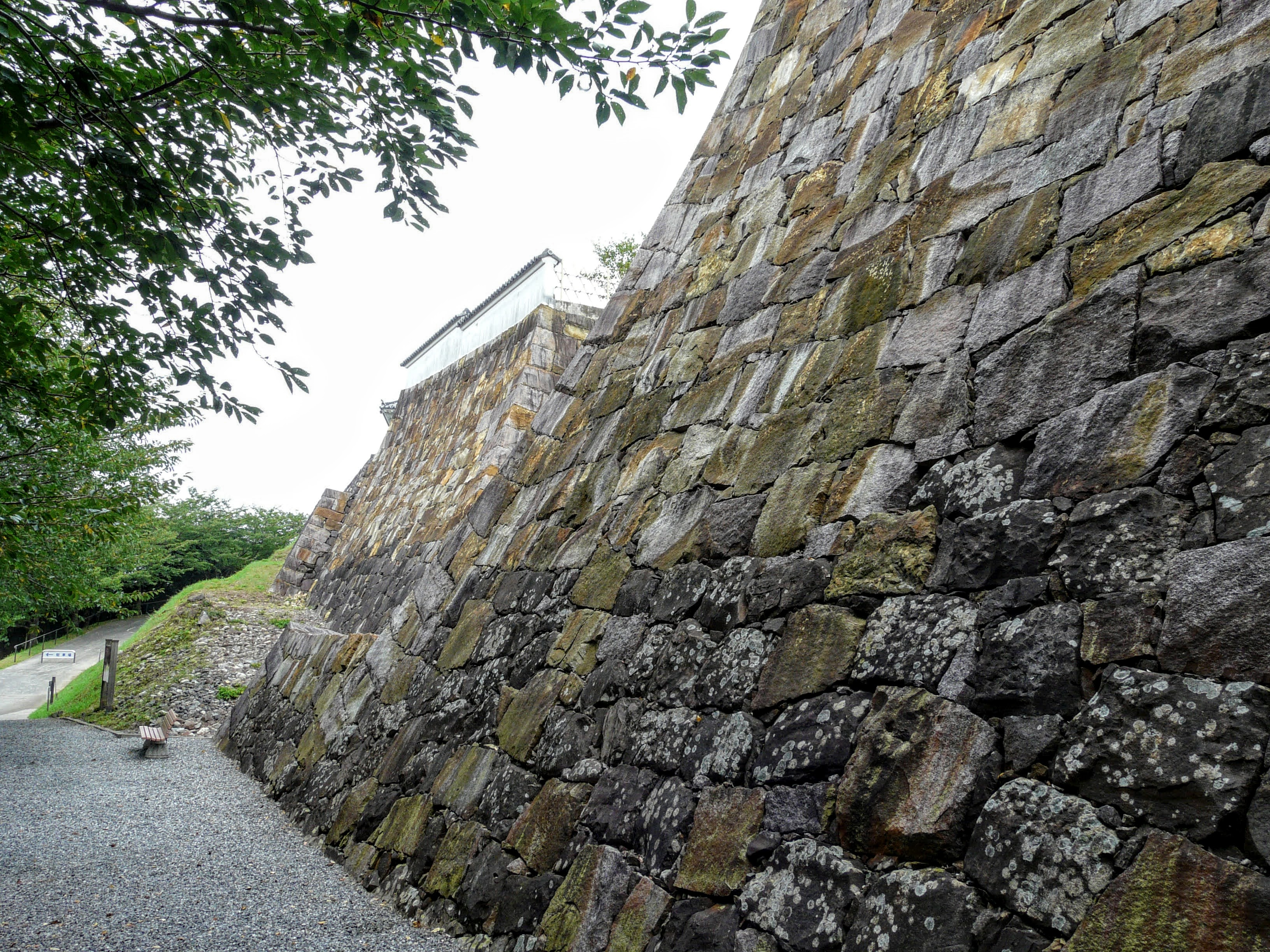
二の丸周辺の石垣
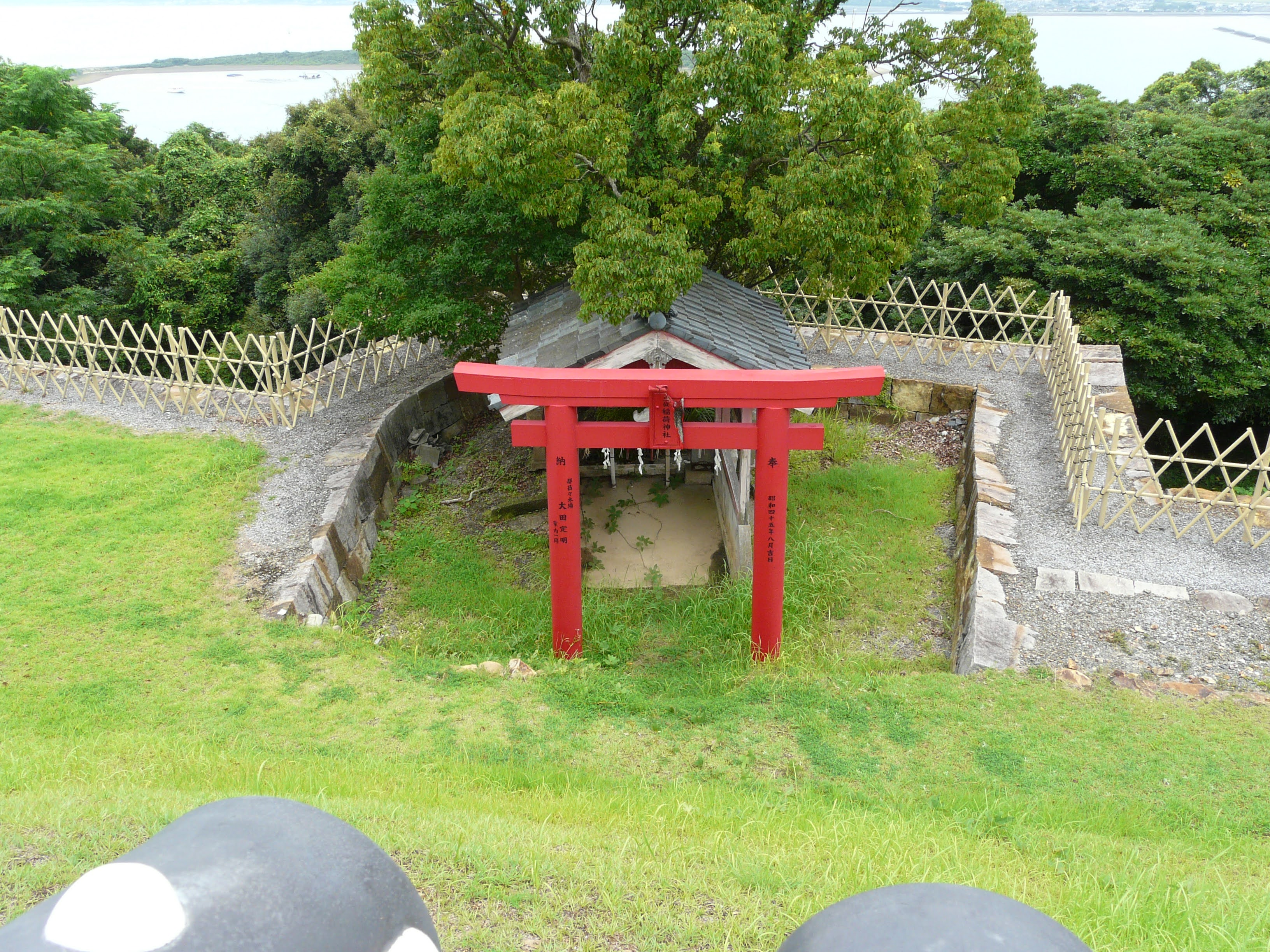
二の丸跡から巴湾方面へ下った場所に鎮座する稲荷社

本丸跡からの巴湾方面の光景
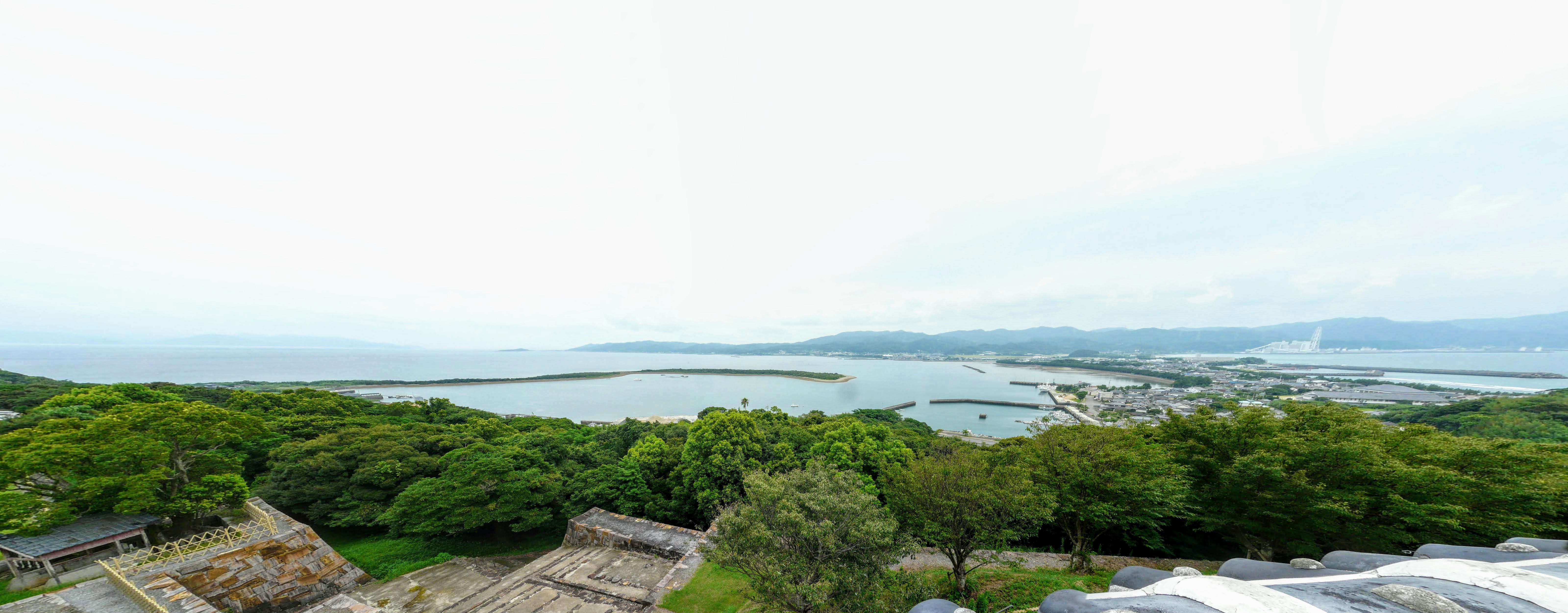
本丸跡から見た巴湾、富岡港、苓北町町並

## アダム荒川の殉教公園
二の丸駐車場下に、アダム荒川の殉教の地記念公園として整備されている。
アダム荒川は、有馬家に仕えていたが、過ちにより主君より処刑を命じられるが、イエズス会の宣教師の取りなしで助けられた。それ以来、生涯を教会のために捧げ、禁教令の迫害で富岡城内で殉教した。
1590年頃から教会で神父の助手として教会の手伝いをしていたが、慶長19年（1614年）に徳川幕府から禁教令が出され、宣教師が長崎へ連行される時に、アダム荒川に教会と信者の世話を頼まれ、アダム荒川は神父に代わり教会を守っていた。しかしながら、アダム荒川にも、富岡城番代が棄教を迫り、３ヶ月にもわたる迫害を受けるが、これに応じず、拷問をうけるが信仰を守りとおす態度をとり続けたため、ついには富岡城内で斬首された。2007年（平成19年）6月1日、ローマ法王ベネディクト16世が、キリスト教の迫害で処刑されたアダム荒川を含む日本人殉教者188人を、栄誉ある「福者」に列することを正式に承認した。

アダム荒川の殉教公園内の記念碑3基
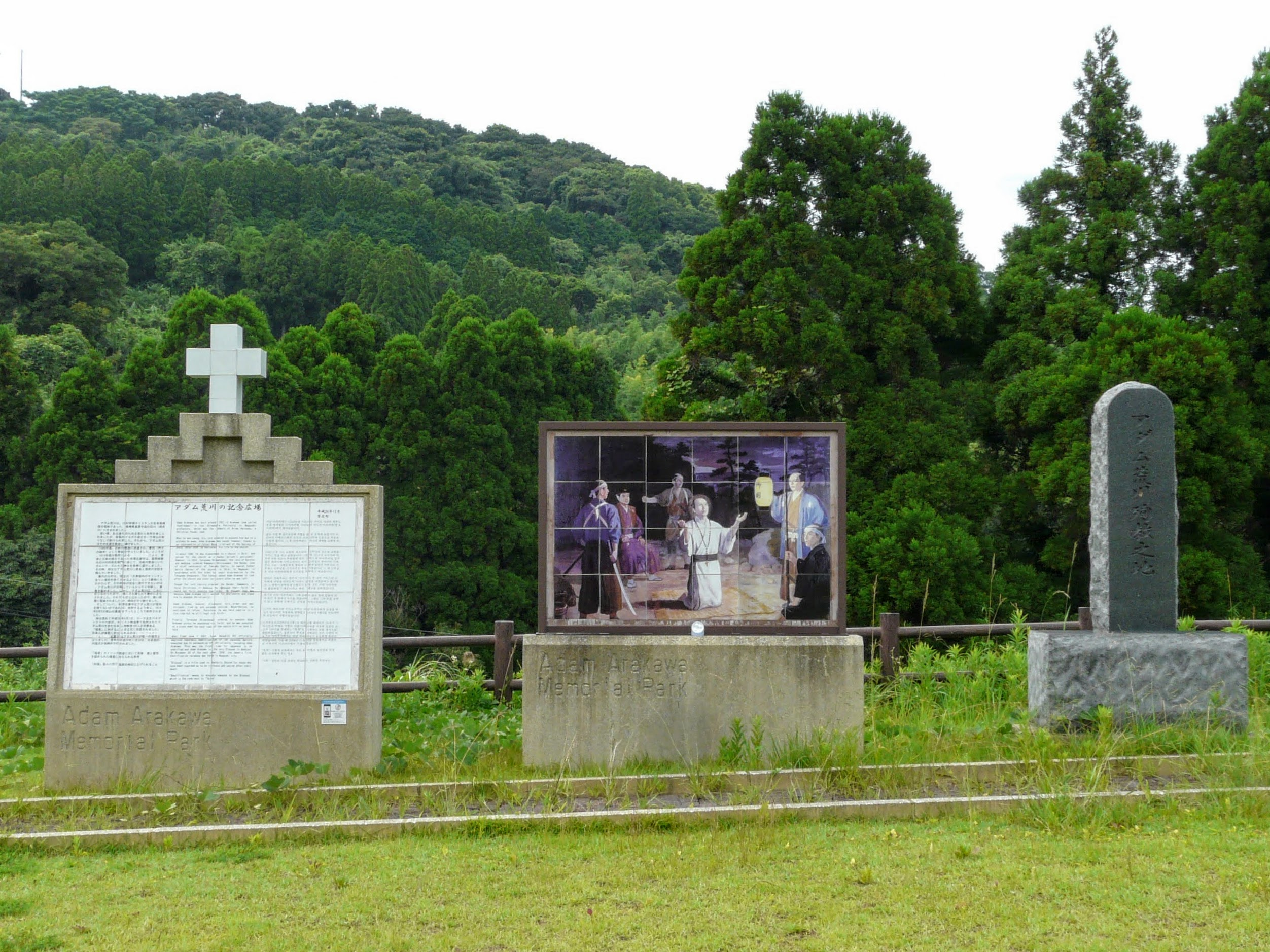
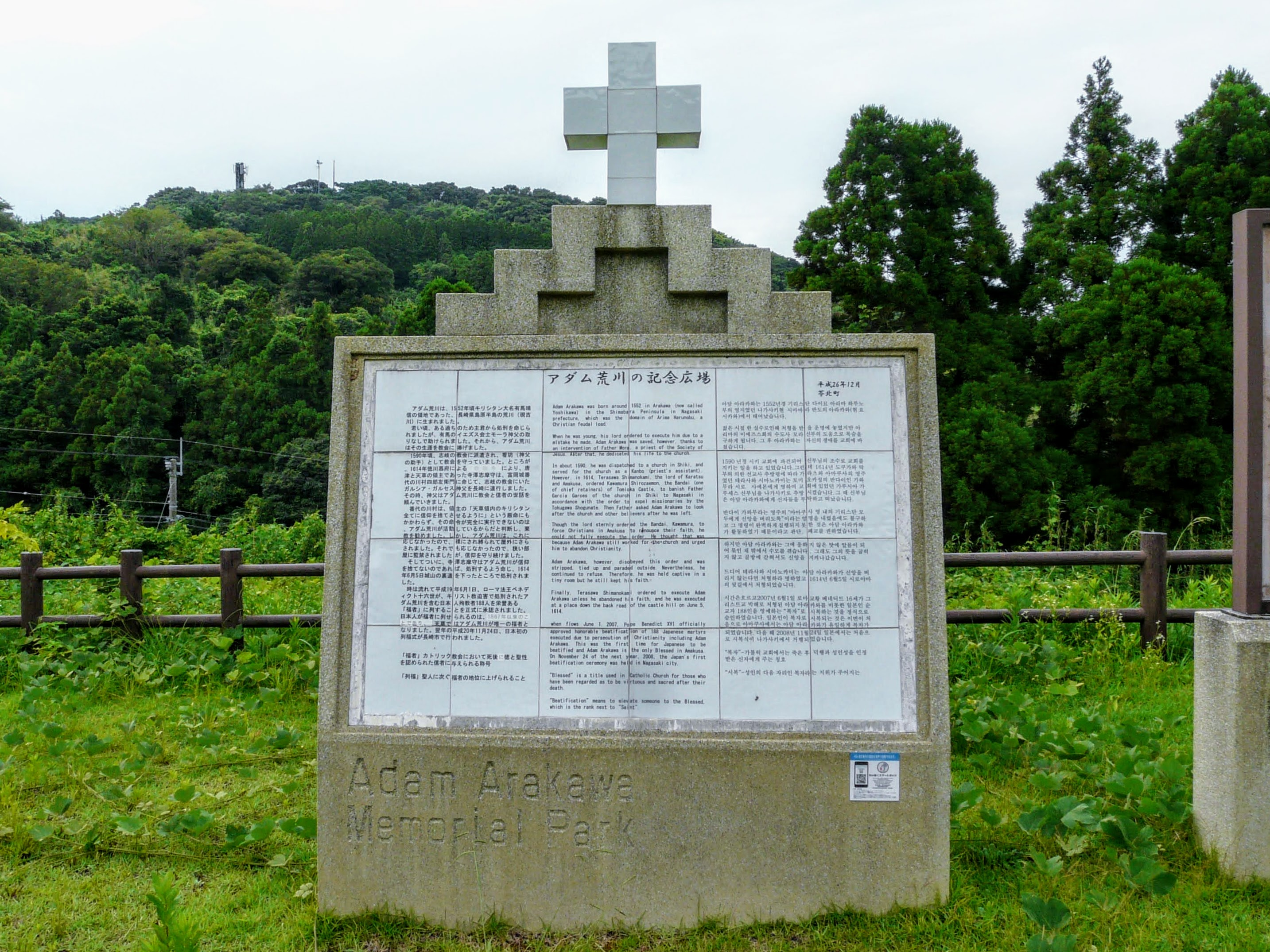
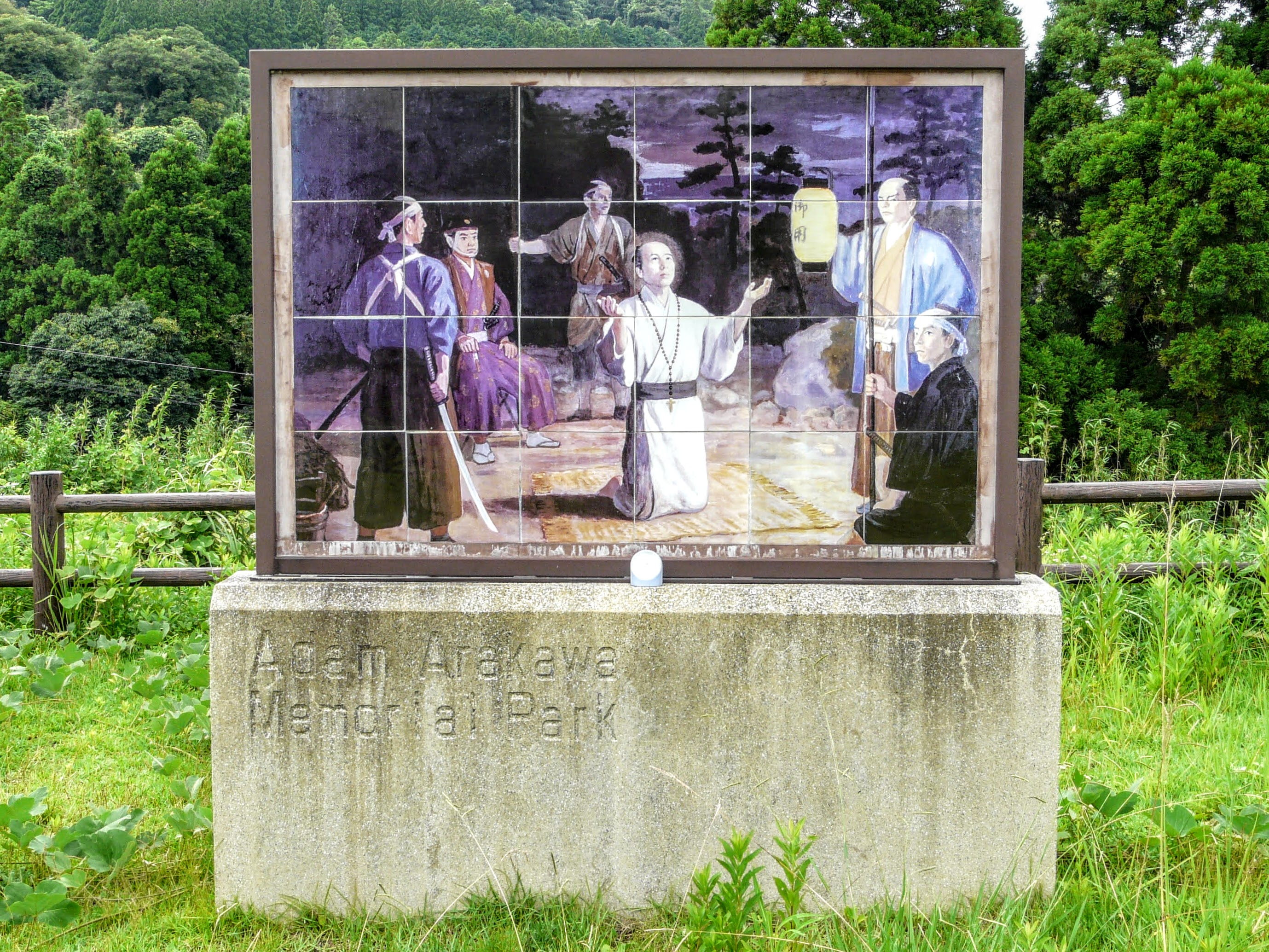
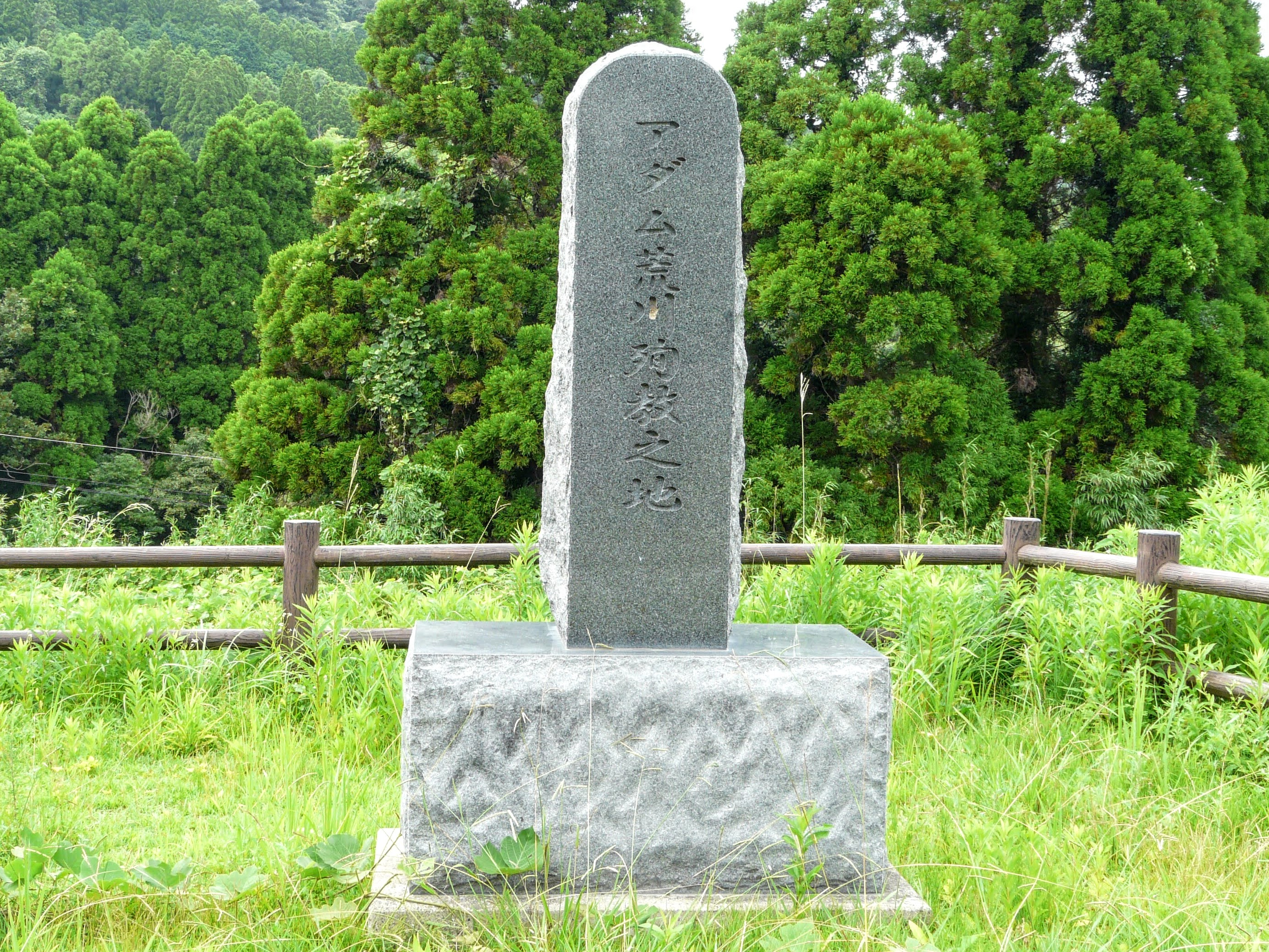

## 交通アクセス
- 熊本桜町バスターミナル・熊本駅から九州産交バスあまくさ号に乗車し「本渡バスセンター」下車。九州産交バス富岡港ゆきに乗り換え「一丁目」下車、徒歩14分（1.1㎞）。
- 九州自動車道松橋インターチェンジから95㎞。